# フラワーセラピー
フラワーセラピー（Flower_essence_therapy,　現フラワー心理セラピー）とは、花を用いた心理療法とされ、花の色（色彩心理）、香り（アロマテラピー）、形（フラワーアレンジメント）と臨床心理学を融合したものとされる。

## 解説
現在では、花市場や生け花に等においても、フラワーセラピーと呼ぶものもあるが、原点は芙和せらが1989年に「花の芸術療法」として始めたもの。
芙和せらは箱庭療法や絵画療法、コラージュ療法等、多様な臨床研究に基づき、フラワーセラピーを創設したと語っている。
芙和せらのフラワーセラピーにおける学術的な研究は、日本芸術療法学会やフォーカシング国際会議などで発表され、高く評価されている。つまり学術的なエビデンスに裏付けされているものといえる。
芙和せらが提唱するフラワーセラピーは、いわゆる一般的なフラワーアレンジメントや伝統的な生け花とは異なり、生花を用いて形にとらわれず自由に作成するのが特徴。そして、自由に作成したフラワーアレンジメントから心理分析を行う。
箱庭療法を得意とし、心理カウンセラーである芙和せらだからこそできた心理セラピー法で、心理学に基づいたセラピー、カウンセリングに有効とされる。
また、心身を整えるために日常に取り入れることもできる。
花が人々の心身へのもたらす働きを、「花の心理効果」といい、人間は五感を使ってそれらの効果を感じているという。
花の種類と色により効果も異なることが、芙和せらの数々の臨床研究により明らかとなり、世界で初めて切り花によるフラワーセラピーとして確立した。
フラワーセラピーは、子どもから大人、高齢者にいたるまで誰でもが気軽に楽しめる。また、災害時の心のケアなどのボランティアやメンタルケアとしての実績があり、ニーズも高い。特に心療内科や高齢者施設、福祉の分野においても注目され、取り入れられている。
健康長寿社会を迎え、今後一層、注目される。